# Thyrsopsocus elegans
Espèce
Synonymes
- Colpostigma  elegans Enderlein, 1925

Thyrsopsocus elegans est une espèce d'insectes de l'ordre des Psocoptera, de la famille des Psocidae et de la sous-famille des Thyrsophorinae. Elle est trouvée au Brésil.